# Архиепархия Гватемалы

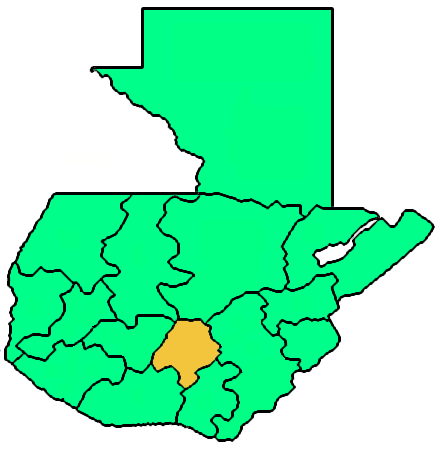
Карта архиепархии Гватемалы

Архиепархия Сантьяго-де-Гватемалы (лат. Archidioecesis Sancti Iacobi in Guatemala) — архиепархия Римско-Католической церкви с центром в городе Гватемала, Гватемала. Архиепархия Гватемалы распространяет свою юрисдикцию на департаменты Гватемала и Сакатепекес. В митрополию Гватемалы входят епархии епархии Верапаса, Сакапы, Святой Розы Лимской, Халапы, Эскуинтлы и территориальная прелатура Санто-Кристо-де-Эсквипуласа. Кафедральным собором архиепархии Гватемалы является церковь святого Иакова. В городе Антигуа-Гватемала находится сокафедральный собор святого Иосифа.

## История
18 декабря 1534 года Святой Престол учредил епархию Гватемалы, выделив её из епархии Санто-Доминго (сегодня — Архиепархия Санто-Доминго). В этот же день епархия Гватемалы вошла в митрополию Севильи.
12 февраля 1546 года епархия Гватемалы стала частью митрополии Мехико.
23 июня 1603 года в епархию Гватемалы была включена территория упразднённой епархии Верапаса.
16 декабря 1743 года Римский папа Бенедикт XIV издал буллу Ad supremum catholicae, которой возвёл епархию Гватемалы в ранг архиепархии.
В следующие годы архиепархия Гватемалы передала часть своей территории для возведения новых церковных структур:
- 28 сентября 1842 года — епархии Сан-Сальвадора (сегодня — Архиепархия Сан-Сальвадора);
- 27 июля 1921 года — епархии Кесальтенанго-Лос-Альтос (сегодня — Архиепархия Лос-Альтос Кесальтенанго-Тотоникапана) и апостольскому викариату Верапас-Петена (сегодня — Епархия Верапаса);
- 10 марта 1951 года — епархиям Халапы, Сололы (сегодня — Епархия Сололы-Чимальтенанго) и Сакапы;
- 9 мая 1969 года — территориальной прелатуре Эскуинтлы (сегодня — Епархия Эскуинтлы);
- 27 апреля 1996 года — епархии Святой Розы Лимской.

16 сентября 1956 года и 24 июня 1986 года к митрополии Гватемалы дважды актом Aeque principaliter была присоединена территориальная прелатура Санто-Кристо-де-Эсквипуласа.

## Ординарии архиепархии
- епископ Франциско Маррокин Хуртадо (1523 — 19.04.1563);
- епископ Bernardino de Villalpando (28.04.1564 — август 1569);
- епископ Pedro Gómez (Fernández) de Córdoba (18.06.1574 — июль 1598);
- епископ Juan Ramírez de Arellano(12.05.1600 — 24.03.1609);
- епископ Juan de las Cabezas Altamirano (19.07.1610 — 16.09.1615) — назначен епископом Арекипы (сегодня — Архиепархия Арекипы);
- епископ Juan de Zapata y Sandoval (13.09.1621 — 9.01.1630);
- епископ Agustín de Ugarte y Sarabia (2.12.1630 — 1641) — назначен епископом Арекипы;
- епископ Bartolomé González Soltero (1641 — 25.02.1650);
- епископ Juan Garcilaso de la Vega (1652 — ?);
- епископ Пайо Энрикес де Рибера (1657 — 16.01.1668) — назначен епископом Мичоакана (сегодня — Архиепархия Морелии);
- епископ Juan de Sancto Mathía Sáenz de Mañozca y Murillo (27.02.1668 — 13.02.1675);
- епископ Juan de Ortega Cano Montañez y Patiño (9.02.1675 — 8.06.1682) — назначен епископом Мичоакана;
- епископ Andrés de las Navas y Quevedo (15.06.1682 — 2.11.1702);
- епископ Mauro de Larreátegui y Colón (17.09.1703 — 30.11.1711);
- епископ Juan Bautista Álvarez de Toledo (9.12.1713 — 2.07.1723) — назначен епископом Гвадалахары;
- епископ Nicolás Carlos Gómez de Cervantes y Velázquez de la Cadena (1723 — 20.02.1726) — назначен епископом Гвадалахары;
- епископ Juan Leandro Gómez de Parada Valdez y Mendoza (14.12.1728 — 2.12.1735) — назначен епископом Гвадалахары;
- архиепископ Pedro Pardo de Figueroa (1735 — 2.02.1751);
- архиепископ Francisco José de Figueredo y Victoria (24.01.1752 — 24.06.1765);
- архиепископ Pedro Cortez y Larraz (2.06.1766 — 13.12.1779);
- архиепископ Cayetano Francos y Monroy (1.06.1778 — 17.07.1792);
- архиепископ Juan Félix de Villegas (23.09.1793 — 3.02.1800);
- архиепископ Луис Игнатиус Пеньяльвер-и-Карденас[англ.] (20.07.1801 — 9.05.1805)
- архиепископ Rafael de La Vara (21.03.1806 — 31.12.1809);
- архиепископ Francisco Ramón Valentín de Casaus y Torres (15.03.1815 — 10.11.1845);
- архиепископ Francisco de Paul García Peláez (10.11.1845 — 1867);
- архиепископ José Bernardo Piñol y Aycinena (20.09.1867 — 24.04.1881);
- архиепископ Ricardo Casanova y Estrada (25.01.1886 — 14.04.1913);
- архиепископ Julio Ramón Riveiro y Jacinto (804.1914 — 1921);
- архиепископ Luis J. Muñoz y Capurón (30.07.1921 — 24.01.1927);
- архиепископ Luis Durou y Sure (30.06.1928 — 17.12.1938);
- архиепископ Мариано Россел и Арельано (8.01.1939 — 10.12.1964);
- кардинал Марио Касарьего-и-Асеведо (12.12.1964 — 15.06.1983);
- архиепископ Próspero Penados del Barrio (1.12.1983 — 19.06.2001);
- кардинал Родольфо Кесадо Торуньо (19.06.2001 — 2.10.2010);
- архиепископ Óscar Julio Vian Morales (2.10.2010 — 24.02.2018, до смерти);
  - Sede vacante (2018-2020);
- архиепископ Gonzalo de Villa y Vásquez, S.I. (9.07.2020 — по настоящее время).

## Источник
- Annuario Pontificio, Libreria Editrice Vaticana, Città del Vaticano, 2003, ISBN 88-209-7422-3
- Булла Ad supremum catholicae/ Raffaele de Martinis, Iuris pontificii de propaganda fide. Pars prima, Tomo III, Romae 1890, стр. 122  (лат.)